# Stanisław Szafarkiewicz
Stanisław Józef Szafarkiewicz (ur. 14 listopada 1926 w Tomiczkach, zm. 2 września 2019) – polski trener koszykarski i wykładowca akademicki.

## Życiorys
Przed II wojną światową ukończył szkołę powszechną i zdał do poznańskiego Gimnazjum Bergera. Po wybuchu walk został z rodziną przesiedlony do Krzeszowic, gdzie pracował w firmie budowlanej. W 1942 roku wstąpił w szeregi Armii Krajowej. Po zakończeniu wojny powrócił do Poznania, gdzie ukończył gimnazjum, zdał maturę (1947) i uzyskał tytuł dyplomowanego nauczyciela wychowania fizycznego (1950). W 1956 roku otrzymał dyplom magistra wychowania fizycznego.
W 1950 roku rozpoczął pracę w poznańskim Akademickim Związku Sportowym, obejmując posadę trenera drużyny koszykarskiej AZS Poznań. Z drużyną tą dwukrotnie awansował do ówczesnej I ligi koszykarskiej (1956, 1964). Od 1964 roku pracował na Uniwersytecie im. Adama Mickiewicza w Poznaniu, gdzie w latach 1981-1987 pełnił funkcję kierownika Studium Wychowania Fizycznego uczelni. Najwybitniejszym z jego wychowanków był Grzegorz Korcz - olimpijczyk z lat 1968 i 1972 oraz brązowy medalista mistrzostw Europy 1967 roku. 
W 2015 roku został wyróżniony przez prezydenta Poznania tytułem "Supersenior Poznańskiego Sportu".
Został pochowany na poznańskim cmentarzu Junikowo.